# Sesbania cannabina
Sesbania cannabina là một loài thực vật có hoa trong họ Đậu. Loài này được (Retz.) Pers. miêu tả khoa học đầu tiên.

## Hình ảnh

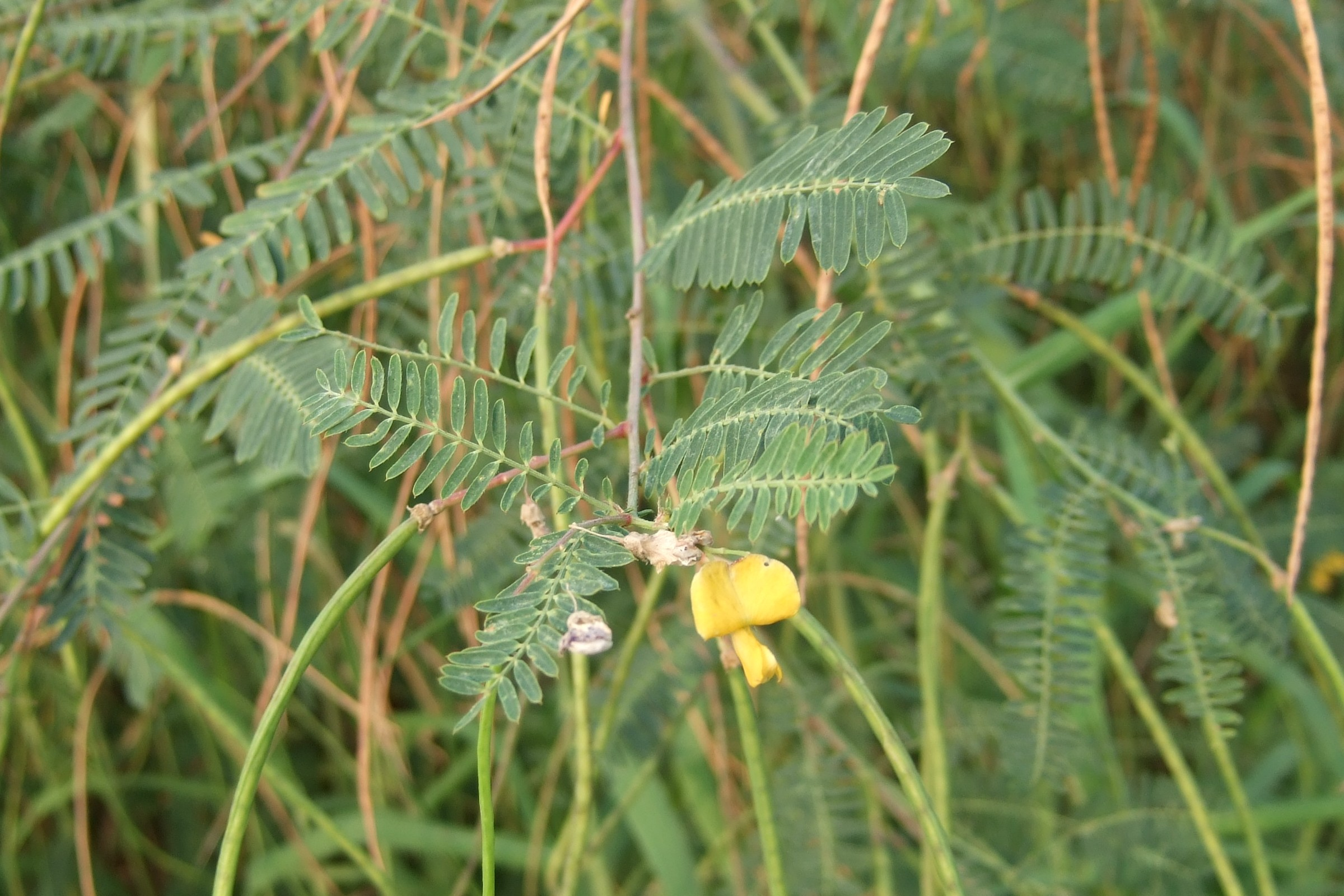